# Рох Самай
Рох Самай (англ. Roh Samai) — камбоджийский военный и политический деятель, генерал, с января 1979 по май 1981 — руководитель Народно-революционной партии Кампучии (НРПК), в 1979—1981 гг. — генеральный секретарь Центрального Комитета Единого фронта национального спасения Кампучии (ЕФНСК). Активный участник вооруженной борьбы против Пол Пота, в 1979 году участвовал в свержении режима Красных Кхмеров.

## Биография
Рох Самай вступил в национально-освободительное движение в феврале 1950 года, став связным в партизанском отряде, боровшемся против французских колонизаторов. После обретения Камбоджей независимости в 1953 году продолжил революционную деятельность. Все его родственники погибли во время геноцида 1975—1979 гг. Рох Самай открыто поддержал вьетнамскую интервенцию в начале декабря 1978 года вступил в Единый фронт национального спасения Кампучии (ЕФНСК), а затем был избран Генеральным секретарем Центрального Комитета Фронта.
После свержения диктатуры Пол Пота в 1979 году стал Рох Самай видным деятелем провьетнамского режима Хенг Самрина (НРК), с января 1979 по май 1981 являлся Генеральным секретарем Народно-революционной партии Кампучии (НРПК), занимался партийной работой, проводил встречи с журналистами. В 1979 году выступал на съезде Организации солидарности народов Азии и Африки (ОСНАА), будучи главой ЕФНСК совершал официальные визиты в страны социалистического лагеря — СССР, Вьетнам, Венгрию, Чехословакию, ГДР, Болгарию и Республику Куба.